# Annalena Baerbock
Annalena Charlotte Alma Baerbock (uitspraakⓘ), (Hannover, 15 december 1980) is een Duits politica van Bündnis 90/Die Grünen. In 2021 was zij kandidaat-bondskanselier tijdens de Bondsdagverkiezingen. Sinds 8 december van dat jaar was zij bondsminister van Buitenlandse Zaken in het kabinet-Scholz. Annalena Baerbock werd op 2 juni 2025 voor de duur van een jaar verkozen tot Voorzitter van de Algemene Vergadering van de Verenigde Naties.

## Loopbaan

### Duitse politiek
Na haar afstuderen aan de Humboldt-school in Hannover, studeerde Baerbock van 2000 tot 2004 politicologie en publiekrecht aan de Universiteit Hamburg en van 2004 tot 2005 Internationaal recht aan de London School of Economics. In 2005 werd ze lid van Bündnis 90/Die Grünen en in 2013 werd ze verkozen in de Bondsdag.
In 2018 werd Baerbock, samen met Robert Habeck, verkozen tot bondsvoorzitter van haar partij. Onder hun leiding kende de partij een sterke groei en behaalde bij verschillende deelstaatverkiezingen en de Europese verkiezingen van 2019 haar beste resultaten ooit. In nationale opiniepeilingen groeide de partij, ten koste van de SPD, uit tot de tweede partij van Duitsland en wist zij op sommige momenten zelfs de CDU/CSU voorbij te streven. In aanloop naar de Bondsdagverkiezingen van 2021 kozen de Groenen ervoor om (in plaats van een duo, zoals gebruikelijk) één kanselierskandidaat aan te wijzen. Tegen veel verwachtingen in werd dit niet Habeck maar Baerbock. Hiermee was Baerbock, na Angela Merkel, pas de tweede vrouw ooit die kandidaat was voor het bondskanselierschap van Duitsland.
Omdat Bündnis 90/Die Grünen zich in de peilingen profileerde als een serieuze uitdager van de twee grote partijen CDU en SPD, werd Baerbock tijdens de verkiezingscampagne ook uitgenodigd voor de grote televisiedebatten. In deze debatten, die traditioneel altijd slechts een duel betroffen tussen christendemocraten en sociaaldemocraten, nam ze het op tegen Armin Laschet en Olaf Scholz. Baerbock bracht gematigde standpunten naar voren op het terrein van defensie en is voorstander van een meer gemeenschappelijk Europees buitenlands beleid.
De Groenen behaalden bij de verkiezingen 14,8% van de stemmen en werden daarmee groter dan ooit tevoren. Zij veroverden 118 van de 736 zetels in de Bondsdag. De winst was echter wel minder dan door opiniepeilingen was voorspeld. In de hieropvolgende onderhandelingen voor de vorming van een nieuwe regering kreeg Baerbock, net als Christian Lindner van de FDP, een sleutelrol in handen: zowel de Groenen als de liberalen waren nodig voor de formatie van een Verkeerslichtcoalitie (samen met de SPD) of een Jamaica-coalitie (samen met de CDU/CSU). De twee partijen konden zodoende bepalen met welke partij zij wilden regeren. De voorkeur van de Groenen ging uit naar een Verkeerslichtcoalitie, die uiteindelijk ook gevormd werd onder leiding van bondskanselier Olaf Scholz (SPD). In het kabinet-Scholz, dat op 8 december 2021 aantrad, werd Baerbock benoemd tot bondsminister van Buitenlandse Zaken.
Omdat een ministerschap volgens de statuten van haar partij onverenigbaar is met het partijleiderschap, gaf Baerbock laatstgenoemde functie op. Op 14 februari 2022 werd zij als co-voorzitter opgevolgd door Ricarda Lang.

### Verenigde Naties
Op 2 juni 2025 werd Bearbock op 44-jarige leefijd voorzitter van de Algemene Vergadering van de Verenigde Naties, als enige kandidaat voor deze grotendeels ceremoniële functie. Bij een geheime stemming kreeg zij 167 stemmen van de 193 lidstaten. De benoeming geldt voor een jaar.